# 소콜 (볼로그다주)

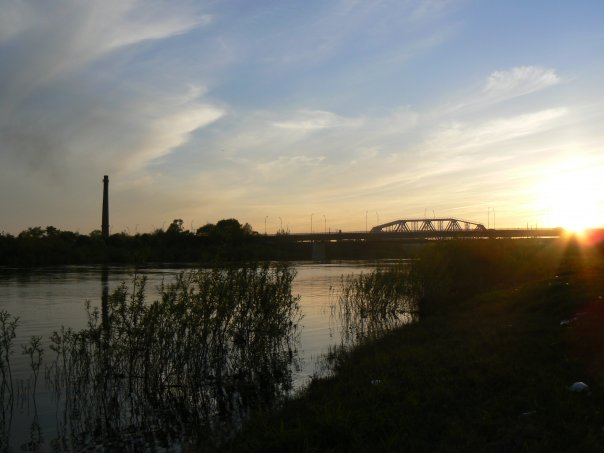

소콜(러시아어: Со́кол)은 볼로그다 주에 위치한 도시이고 인구는 4만3,600명(2001년)이다. 볼로그다에서 북쪽으로 35km 떨어져 있고, 수호나 강에 접해 있다.
1615년에 현재의 장소에 소콜로보가 세워졌다.
1897년에 제지공장이 세워졌고, 인구는 증가했다. 1932년에 현재의 지명으로 개칭되었다.